# Jean Laval
Pour les articles homonymes, voir Laval.
Jean Laval, né le 31 janvier 1900 à Saint-Pardoux-le-Vieux en Corrèze et mort le 4 mars 1980 dans le 14e arrondissement de Paris, est un théoricien français des sciences physiques, qui a été professeur de physique théorique au Collège de France de 1950 à 1970.
Commençant sa carrière comme instituteur à Belvès puis à Vizille, il prépare et obtient en un an sa licence ès sciences à la Faculté des sciences de Grenoble, puis devient professeur à l’École normale d’instituteurs. Il passe l'agrégation en 1928.
Il est ensuite nommé chargé de cours à la Faculté des sciences de Lyon en 1938, maître de recherches au CNRS de 1941 à 1943, maître de conférences à la faculté des sciences de Bordeaux de 1943 à 1945 et, à Paris, de 1945 à 1950, où il succède à Jean Wyart.
De 1950 à 1970, il est professeur titulaire de la chaire de physique théorique du Collège de France.
Par sa thèse, dirigée par Charles Mauguin, relative à la diffusion des rayons X par les cristaux, il crée en France un nouveau domaine de recherche. Il s'intéresse notamment à l'effet Compton. Toute sa vie, il continue des recherches relatives au milieu cristallin, à ses propriétés, son élasticité, sa dilatation, ses tensions thermiques. Ses disciples, Philippe Olmer, Hubert Curien et André Authier, poursuivent ses travaux.
Pierre-Gilles de Gennes a ensuite repris sa chaire au Collège de France.

## Honneurs et distinctions
- Prix Aimé Berthé, de l'Académie des sciences (1941)[2] ;
- Prix Carrière (1950)[2] ;
- Président de la Société Française de Minéralogie et de Cristallographie (1952)[2] ;
- Président de la Section française de l'Association internationale de Cristallographie (1957-1958)[2] ;
- Prix Albert Ier de Monaco, de l'Académie Nationale de Médecine (1959)[2].